# ABBA (album)
Pour les articles homonymes, voir Abba (homonymie).
Albums de ABBA
Waterloo
(1974) Arrival
(1976)
Singles
1. So Long
Sortie : 18 novembre 1974
2. I've Been Waiting for You
Sortie : janvier 1975
3. I Do, I Do, I Do, I Do, I Do
Sortie : avril 1975
4. Bang-A-Boomerang (en)
Sortie : 21 avril 1975
5. SOS
Sortie : juin 1975
6. Mamma Mia
Sortie : septembre 1975
7. Rock Me (en)
Sortie : avril 1976

ABBA est le troisième album studio du groupe suédois éponyme, sorti le 21 avril 1975 chez Polar Music.
Après le succès rencontré par le groupe lors du Concours Eurovision de la chanson de 1974, cet album permet au groupe de confirmer sa reconnaissance mondiale avec des titres comme I Do, I Do, I Do, I Do, I Do (en tête des charts en Australie), Mamma Mia ou SOS (qui rencontrent notamment le succès aux États-Unis et au Royaume-Uni). L'album s'est écoulé à plus de 4 million d'exemplaires en Europe.
Cet album a été réédité et remasterisé à plusieurs reprises : en 1997, puis en 2001 puis une dernière fois en 2005, lorsque l'album est inclus dans le coffret The Complete Studio Recordings.

## Contexte et rééditions
Après le succès de Waterloo au Concours Eurovision de la chanson 1974, ABBA s'est fait connaître à travers le monde. I Do, I Do, I Do, I Do, I Do est en tête des hit-parades en Australie, tout comme Mamma Mia peu de temps après, et SOS et Mamma Mia deviennent également des succès aux États-Unis et au Royaume-Uni. L'album voit ABBA s'essayer au reggae sur Tropical Loveland et comprend une composition instrumentale d'influence classique au clavier dans la tradition de Keith Emerson et Rick Wakeman avec Intermezzo No. 1 (dont le premier titre de travail était Mama),.
ABBA a été édité pour la première fois en CD au Japon en 1986 par Polydor Records. Cette édition contient un mixage légèrement différent de Man in the Middle qui n'a été retrouvé sur aucun autre pressage CD ultérieur et qui est par conséquent très recherché par les collectionneurs. ABBA est sorti en CD dans toute l'Europe en 1987, également chez Polydor, avec l'ajout de cinq chansons tirées des albums Waterloo et Ring Ring, qui n'ont été disponibles en CD qu'en 1990. ABBA est sorti en CD en Suède par Polar Music en 1988, comprenant les 11 titres d'origine. L'album a été réédité sous forme numériquement remastérisée à plusieurs reprises : en 1997 dans le cadre de la série The ABBA Remasters avec deux titres bonus, en 2001 avec une nouvelle pochette, en 2005 dans le cadre du coffret The Complete Studio Recordings, et plus récemment en 2012 en tant qu'« édition de luxe ». Sur la version originale de l'album en cassette au Royaume-Uni, Bang-A-Boomerang était divisé en deux parties, s'effaçant pendant le deuxième couplet à la fin de la première face et continuant au début de la deuxième face.

## Titres
| 1. | Mamma Mia             | - Andersson - Ulvaeus - Stig Anderson | 3:32 |
| 2. | Hey, Hey Helen (en)   | - Andersson - Ulvaeus                 | 3:16 |
| 3. | Tropical Loveland     | - Andersson - Ulvaeus - Anderson      | 3:05 |
| 4. | SOS                   | - Andersson - Ulvaeus - Anderson      | 3:22 |
| 5. | Man in the Middle     | - Andersson - Ulvaeus                 | 3:04 |
| 6. | Bang-A-Boomerang (en) | - Andersson - Ulvaeus - Anderson      | 3:05 |

| Face B | Face B                       | Face B                           | Face B | Face B | Face B | Face B | Face B | Face B | Face B |
| No     | Titre                        | Auteur                           | Durée  |        |        |        |        |        |        |
| ------ | ---------------------------- | -------------------------------- | ------ | ------ | ------ | ------ | ------ | ------ | ------ |
| 1.     | I Do, I Do, I Do, I Do, I Do | - Andersson - Ulvaeus - Anderson | 3:15   |        |        |        |        |        |        |
| 2.     | Rock Me (en)                 | - Andersson - Ulvaeus            | 3:03   |        |        |        |        |        |        |
| 3.     | Intermezzo No. 1 (en)        | - Andersson - Ulvaeus            | 3:48   |        |        |        |        |        |        |
| 4.     | I've Been Waiting for You    | - Andersson - Ulvaeus - Anderson | 3:39   |        |        |        |        |        |        |
| 5.     | So Long                      | - Andersson - Ulvaeus            | 3:06   |        |        |        |        |        |        |
| 35:56  |                              |                                  |        |        |        |        |        |        |        |

Lors de la réédition de 1997 et de 2001, deux titres ont été ajoutés :
| No  | Titre                                                                | Auteur                               | Durée |
| --- | -------------------------------------------------------------------- | ------------------------------------ | ----- |
| 12. | Crazy World                                                          |                                      | 3:48  |
| 13. | Pick a Bale of Cotton/On Top of Old Smokey/Midnight Special (medley) | - Traditionnel - Andersson - Ulvaeus | 4:21  |

Enfin, lors de la réédition de 2005, un nouveau bonus a été ajouté :
| No  | Titre                         | Auteur                                                              | Durée |
| --- | ----------------------------- | ------------------------------------------------------------------- | ----- |
| 14. | Mamma Mia (version espagnole) | - Andersson - Anderson - Ulvaeus - Buddy McCluskey - Mary McCluskey | 3:34  |

## Crédits
- Benny Andersson : synthétiseur, piano, chant
- Agnetha Fältskog : chant
- Anni-Frid Lyngstad : chant
- Björn Ulvaeus : guitare et chant

| Musiciens additionnels - Ulf Andersson : saxophone - Ola Brunkert : batterie - Bruno Glenmark : trompette - Rutger Gunnarsson : basse - Roger Palm : batterie - Janne Schaffer : guitare - Finn Sjoberg : guitare - Bjorn Utvous : guitare - Mike Watson : basse - Lasse Wellander : guitare | Production - Benny Andersson; Björn Ulvaeus – producteurs - Michael B. Tretow – ingénieur du son - Benny Andersson; Björn Ulvaeus – arrangements - Björn J:son Lindh; Sven-Olof Walldoff – arrangement des cordes - Björn J:son Lindh – horn arrangements - Ola Lager – photographie - Sten-Åke Magnusson – Concepteur original du design de l'album - Jon Astley; Tim Young; Michael B. Tretow – remasterisation de 1997 - Jon Astley; Michael B. Tretow – remasterisation de 2001 - Henrik Jonsson – Remasterisation complète des enregistrements studio de 2005 |

## Classements et certifications
| Classement (1975–77)                 | Meilleure position |
| ------------------------------------ | ------------------ |
| Allemagne de l'Ouest (Media Control) | 31                 |
| Australie (Kent Music Report)        | 1                  |
| Canada (Canadian Albums)             | 55                 |
| États-Unis (Billboard 200)           | 174                |
| Finlande (Suomen virallinen lista)   | 5                  |
| Italie (Musica e dischi)             | 9                  |
| Norvège (VG-lista)                   | 1                  |
| Nouvelle-Zélande (RIANZ)             | 3                  |
| Pays-Bas (Mega Album Top 100)        | 3                  |
| Royaume-Uni (UK Albums Chart)        | 13                 |
| Suède (Sverigetopplistan)            | 1                  |

| Classement (2013)         | Meilleure position |
| ------------------------- | ------------------ |
| Suède (Sverigetopplistan) | 39                 |

| Classement (2021)         | Meilleure position |
| ------------------------- | ------------------ |
| Suède (Sverigetopplistan) | 26                 |

| Classement (1978)                        | Position |
| ---------------------------------------- | -------- |
| Union soviétique (Moskovski Komsomolets) | 1        |

| Classement (1975)             | Position |
| ----------------------------- | -------- |
| Australie (Kent Music Report) | 19       |
| Pays-Bas (Album Top 100)      | 18       |
| Nouvelle-Zélande (RIANZ)      | 10       |

| Classement (1976)             | Position |
| ----------------------------- | -------- |
| Australie (Kent Music Report) | 3        |
| Nouvelle-Zélande (RIANZ)      | 23       |

| Classement (1977)        | Position |
| ------------------------ | -------- |
| Nouvelle-Zélande (RIANZ) | 34       |

| Classement (1978)                        | Position |
| ---------------------------------------- | -------- |
| Union soviétique (Moskovski Komsomolets) | 1        |

### Certifications et ventes
| Région                                                               | Certification | Ventes/Streams |
| -------------------------------------------------------------------- | ------------- | -------------- |
| Australie (ARIA)                                                     | 10 × Platine  | 570 000        |
| Finlande (IFPI)                                                      | Or            | 25 358         |
| Hong Kong (IFPI)                                                     | Or            | 10 000*        |
| Japon                                                                | —             | 220 000        |
| Norvège                                                              | —             | 120 000        |
| Royaume-Uni (BPI)                                                    | Or            | 100 000^       |
| Suède                                                                | —             | 474 642        |
| Résumé                                                               |               |                |
| Europe                                                               |               | 4 000 000      |
| *Ventes selon la certification ^Mise en rayon selon la certification |               |                |